# Trône d'argent de la reine Christine
Pour les articles homonymes, voir Trône (homonymie).

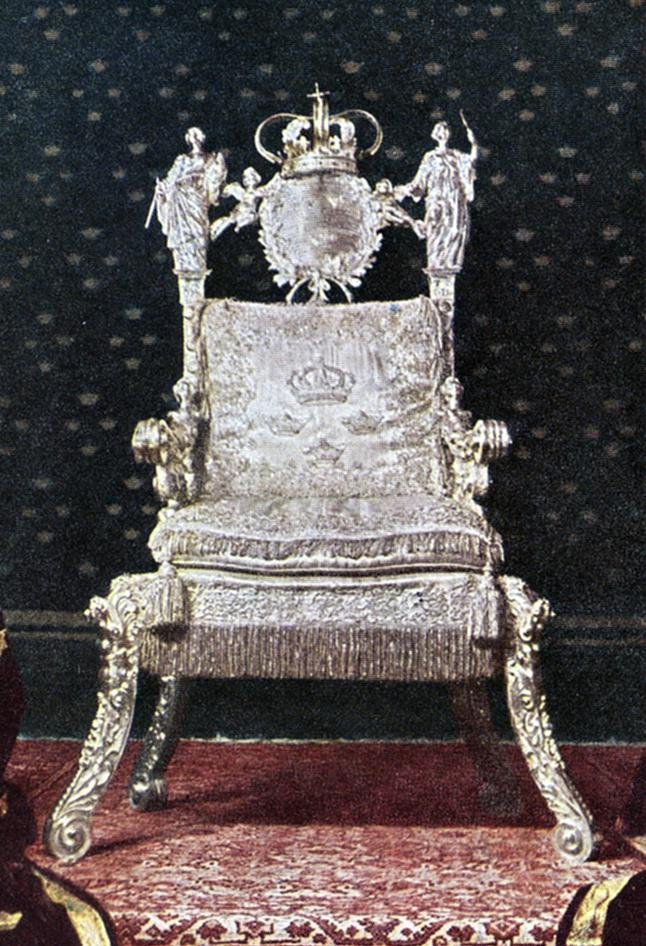
Le trône d'argent.

Le trône d'argent de la reine Christine (Silvertronen) est un trône sur lequel siège le monarque de Suède lors de cérémonies solennelles comme son sacre ou la cérémonie d'ouverture du Parlement. Il se trouve dans la grande salle (rikssalen) du palais royal de Stockholm.
Ce trône est réalisé par un artisan d'Augsbourg, Abraham Drentwett, à la demande de Magnus Gabriel De la Gardie qui l'offre à la reine Christine en vue de son sacre en 1650,. Il est d'abord conservé dans la grande salle du château Tre Kronor. Lors de l'incendie du château, en 1697, le trône est l'un des deux seuls meubles à en réchapper. Il est ensuite conservé au palais de Wrangel jusqu'à l'ouverture de la nouvelle grande salle, en 1755.
Le trône n'a pas été utilisé depuis la dernière cérémonie d'ouverture du Parlement, en 1974. En 1995, lors de la cérémonie marquant la majorité de la princesse Victoria, le roi Charles XVI Gustave siège dans un fauteuil placé à côté du trône.